# U-Bahnhof Roma

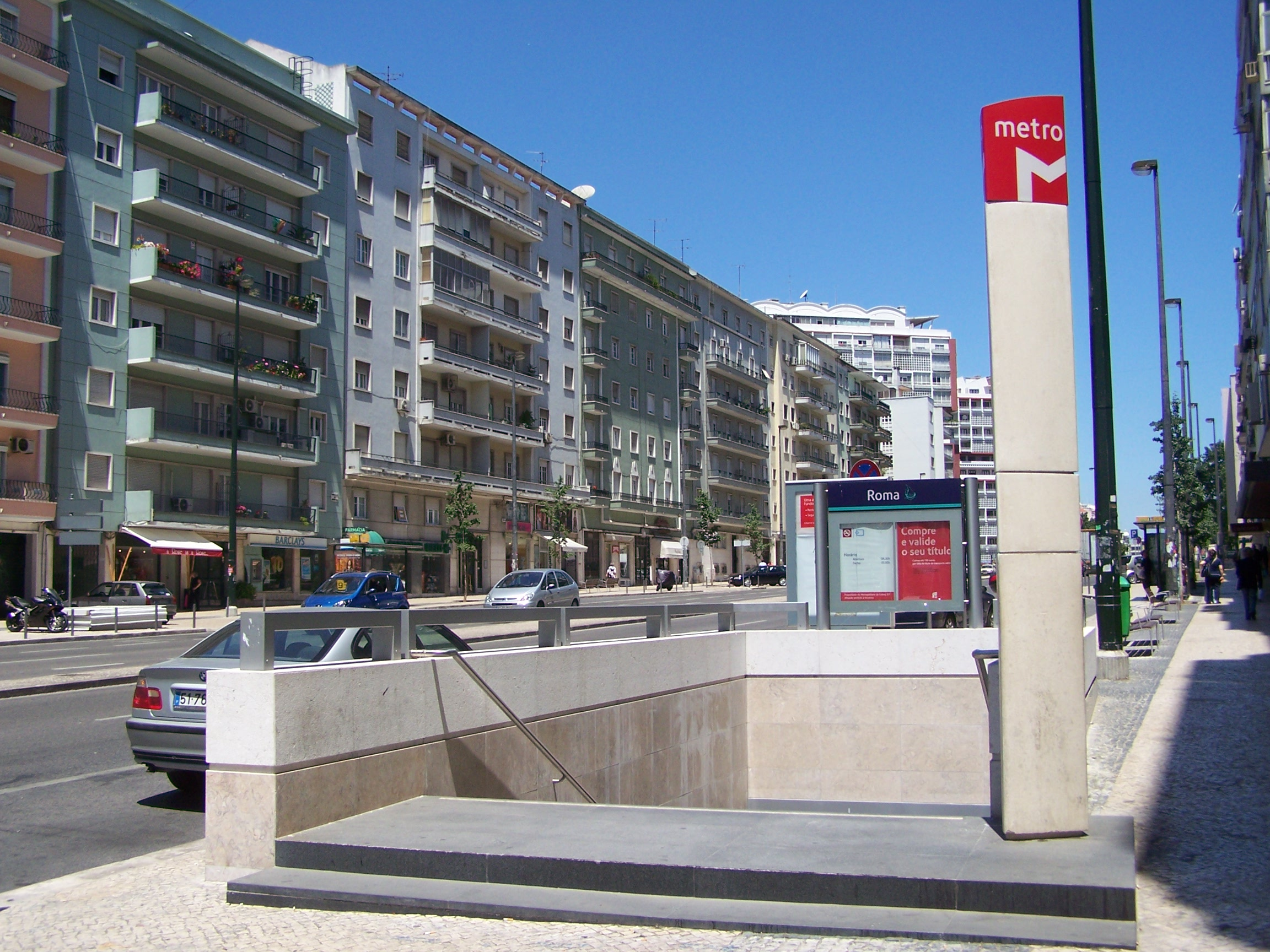
Eingang zum U-Bahnhof Roma

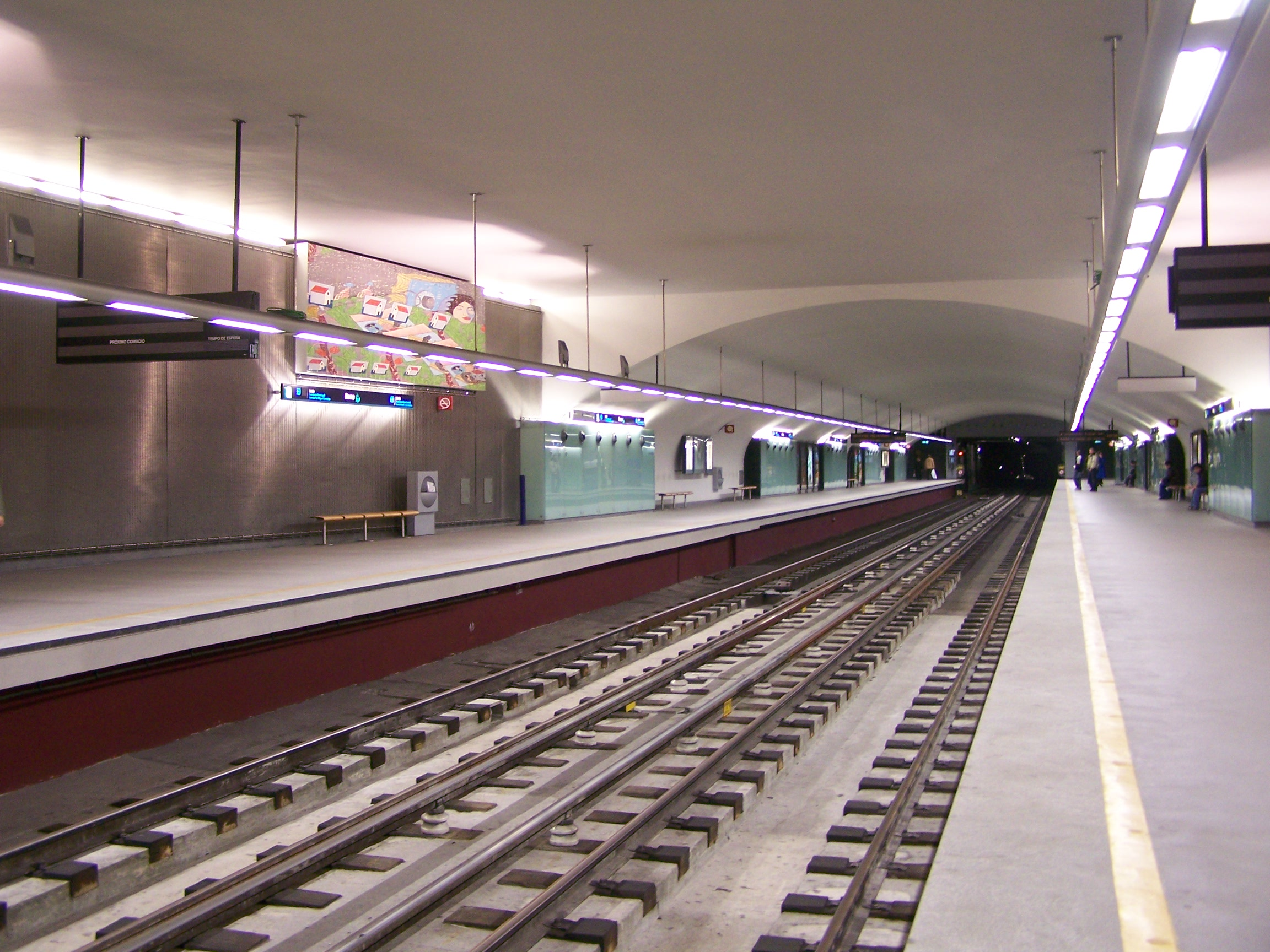
Der Bahnhof Roma besitzt zwei Seitenbahnsteige.

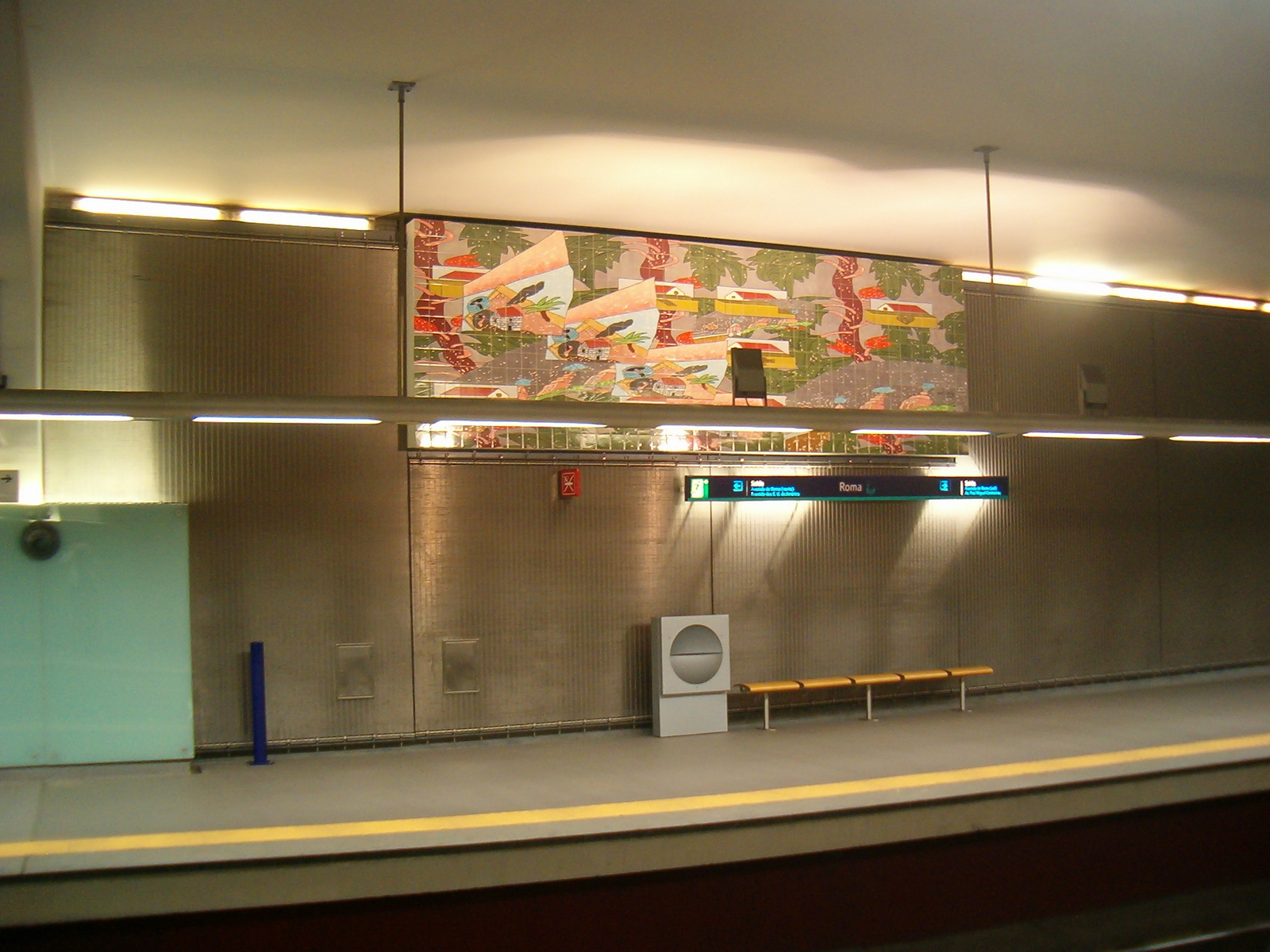
2006 erhielt der Bahnhof ein Gemälde der Künstlerin Lourdes de Castro.

Roma ist ein U-Bahnhof der Linha Verde der Metro Lissabon, des U-Bahn-Netzes der portugiesischen Hauptstadt. Der Bahnhof befindet sich südlich der Straßenkreuzung Avenida de Roma/Avenida dos Estados Unidos da América in der Lissabonner Stadtgemeinde Alvalade. Die Nachbarbahnhöfe sind Alvalade und Areeiro. Der Bahnhof ging am 18. Juni 1972 in Betrieb. Es besteht offiziell, trotz eines längeren Fußweges von 220 Metern, eine Umsteigemöglichkeit zum Regional- und Vorortbahnhof Roma-Areeiro.

## Geschichte
Der U-Bahnhof Roma wurde am 18. Juni 1972 im Zusammenhang mit der Streckeneröffnung Anjos-Alvalade in Betrieb genommen. Diese Eröffnung stellte den letzten Baustein der zweiten Ausbauphase der Lissabonner Metro dar, die nun ein Netz von insgesamt zwanzig Bahnhöfen zwischen Sete Rios, Entre Campos und Alvalade umfasste.
Der Bahnhof selbst besaß bei seiner Eröffnung zwei je 70 Meter lange Seitenbahnsteige, die für einen Betrieb mit Vier-Wagen-Züge ausreichten. Für den Bahnhofsentwurf war der Architekt Dinis Gomes verantwortlich, er entwarf auch die Nachbarbahnhöfe in ähnlicher Bauweise. Für die künstlerische Gestaltung war auch hier die Azulejo-Künstlerin Maria Keil zuständig, die sich, nach eigener Aussage, dabei in einer Ziegelfabrik inspirieren ließ. Sie wählte hellblaue und weiße Kreise auf dunkelblauem Grund, die durch diagonale Linien geschnitten werden.
In den weiteren Jahrzehnten änderte sich relativ wenig im Bahnhof. Beim Bau des Bahnhofes wurde auf Umsteigemöglichkeiten zu anderen nicht-städtischen Verkehrsmitteln kaum Rücksicht genommen, sodass der Vorort- und Regionalbahnhof Roma-Areeiro der Linha de Cintura genau zwischen den beiden Stationen Roma und Areeiro liegt. Aufgrund hoher Kosten eines möglichen Tunnels sind die Fahrgäste bis heute gezwungen den Umsteigeweg entlang der Straße zu bewältigen. Eine Verlegung des U-Bahnhofes, der Bau einer Zwischenstation oder andere ähnliche Lösungen übersteigen ebenso das Kosten-Nutzen-Verhältnis.
Um zukünftig längere Zugkompositionen auf der Linha Verde einsetzen zu können, beschloss die Metropolitano de Lisboa, EPE alle Bahnsteige der Bahnhöfe im Rahmen von Generalsanierungen zu verlängern. Die Bauarbeiten am Bahnhof Roma fanden im Jahr 2006 unter der Leitung der Architektin Ana Nascimento statt, dabei wurden die Bahnsteige in südlicher Richtung verlängert, um so auch den Umsteigeweg zum Vorortbahnhof zu verkürzen. Die beiden Künstler Lourdes de Castro und René Bertholo waren beauftragt auch hinsichtlich der Gestaltung den Bahnhof auf das künstlerische Niveau anderer Lissabonner U-Bahnhöfe zu heben. Ein Teil der Keil'schen Azulejos im Nordzugang konnte bei der Sanierung erhalten werden. Im Rahmen der Sanierung erhielt der Bahnhof außerdem zwei Aufzüge.

## Verlauf
Am U-Bahnhof bestehen Umsteigemöglichkeiten zu den Buslinien der Carris sowie zu den Vorortbahnlinien der Eisenbahngesellschaften CP Urbanos de Lisboa und Fertagus (Bahnhof Lissabon Roma-Areeiro).
| Linie | Verlauf |
| ----- | --- |
|       | Telheiras – Campo Grande – Alvalade – Roma – Areeiro – Alameda – Arroios – Anjos – Intendente – Martim Moniz – Rossio – Baixa-Chiado – Cais do Sodré |